# Brachycephalus boticario
Espèce
Brachycephalus boticario est une espèce d'amphibiens de la famille des Brachycephalidae.

## Répartition
Cette espèce est endémique de l'État de Santa Catarina au Brésil. Elle se rencontre entre 755 et 795 m d'altitude à la frontière des municipalités de Luis Alves, de Gaspar et de Blumenau.

## Description
Les huit spécimens adultes observés lors de la description originale mesurent entre 10,0 mm et 12,7 mm de longueur standard.

## Étymologie
Cette espèce est nommée en l'honneur de la fondation du groupe Boticário de protection de la nature.

## Publication originale
- Ribeiro, Bornschein, Belmonte-Lopes, Firkowski, Morato & Pie, 2015 : Seven new microendemic species of Brachycephalus (Anura: Brachycephalidae) from southern Brazil. PeerJ, vol. 3, no e1011, p. 1–35 (texte intégral).